# Goresbridge
Goresbridge (iriska: An Droichead Nua) är en ort i republiken Irland.   Den ligger i grevskapet Kilkenny och provinsen Leinster, i den centrala delen av landet, 90 km sydväst om huvudstaden Dublin. Goresbridge ligger 34 meter över havet och antalet invånare är 361.